# Deutsches Architektur Zentrum
Das Deutsche Architektur Zentrum (DAZ) ist ein Architekturzentrum, das auf eine Initiative des Bundes Deutscher Architektinnen und Architekten (BDA) zurückgeht. Es wurde am 1. Juli 1995 in Berlin-Mitte in der Luisenstadt in einem ehemaligen Fabrikgebäude eröffnet.
Als Initiative des Bundes Deutscher Architektinnen und Architekten ist das Deutsche Architektur Zentrum ein Ideenlabor und Ort des Austauschs, der Vermittlung und Debatte. Mensch und Umwelt stehen im Mittelpunkt. Aktuelle Fragestellungen rund um die Architektur werden auf sozialer, räumlicher, politischer und ökologischer Ebene diskutiert.
Von Ausstellungen, Installationen und Performances bis hin zu Workshops und Diskussionsabenden bietet das DAZ eine Plattform für vielfältige Formate.

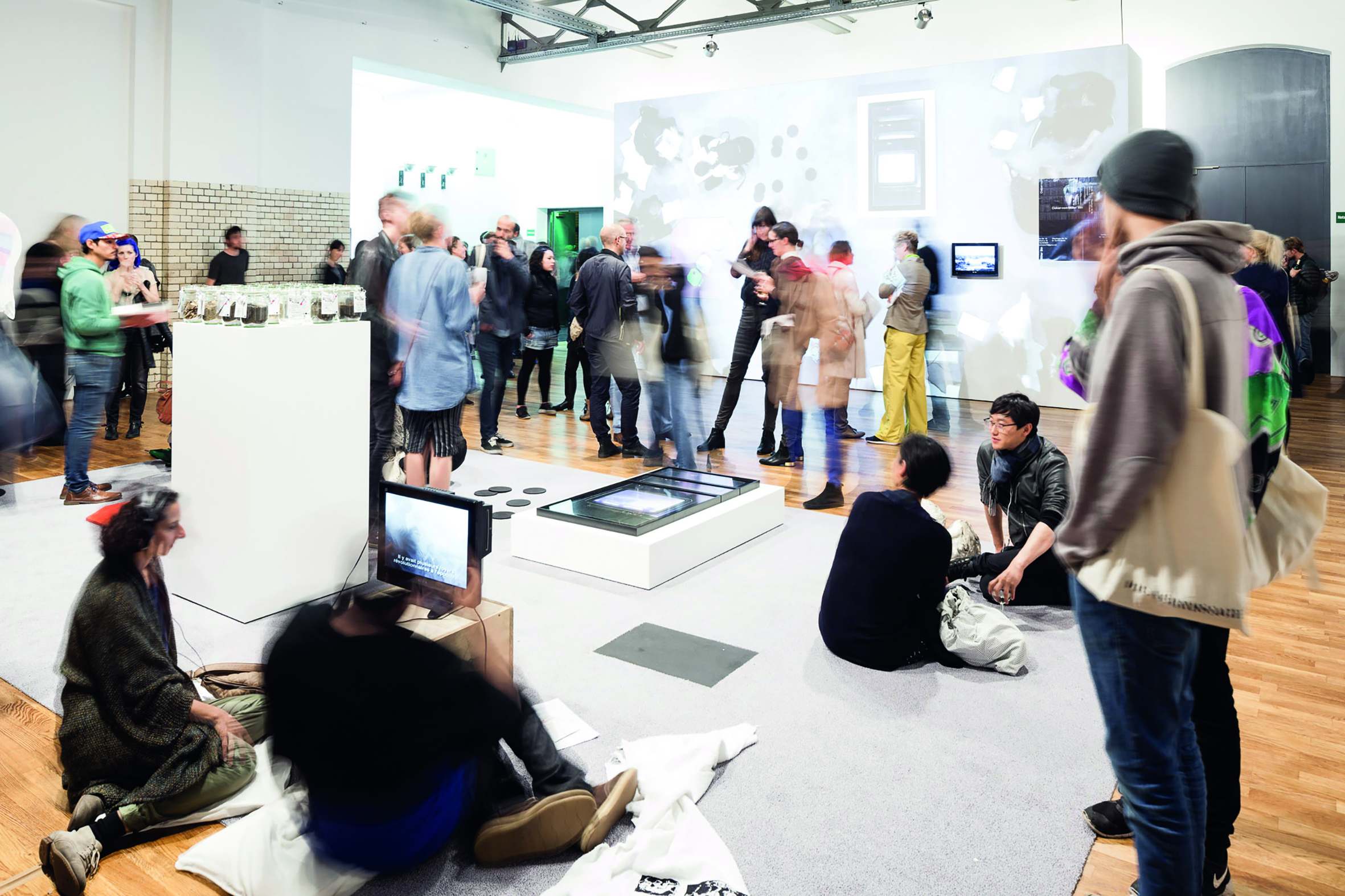
Deutsches Architektur Zentrum DAZ

## Künstlerische Leitung
- 2000–2011: Kristien Ring
- 2011–2022: Matthias Böttger
- 2022–2024: Alesa Mustar und Laura Holzberg
- seit 2024: Laura Holzberg[2]